# Шпитцингзе
Шпи́тцингзе (нем. Spitzingsee, Stump See) — озеро в Баварских Альпах на юге Германии, располагается в пяти километрах южнее озера Шлирзе. У озера находится одноимённый посёлок Шпитцингзе.

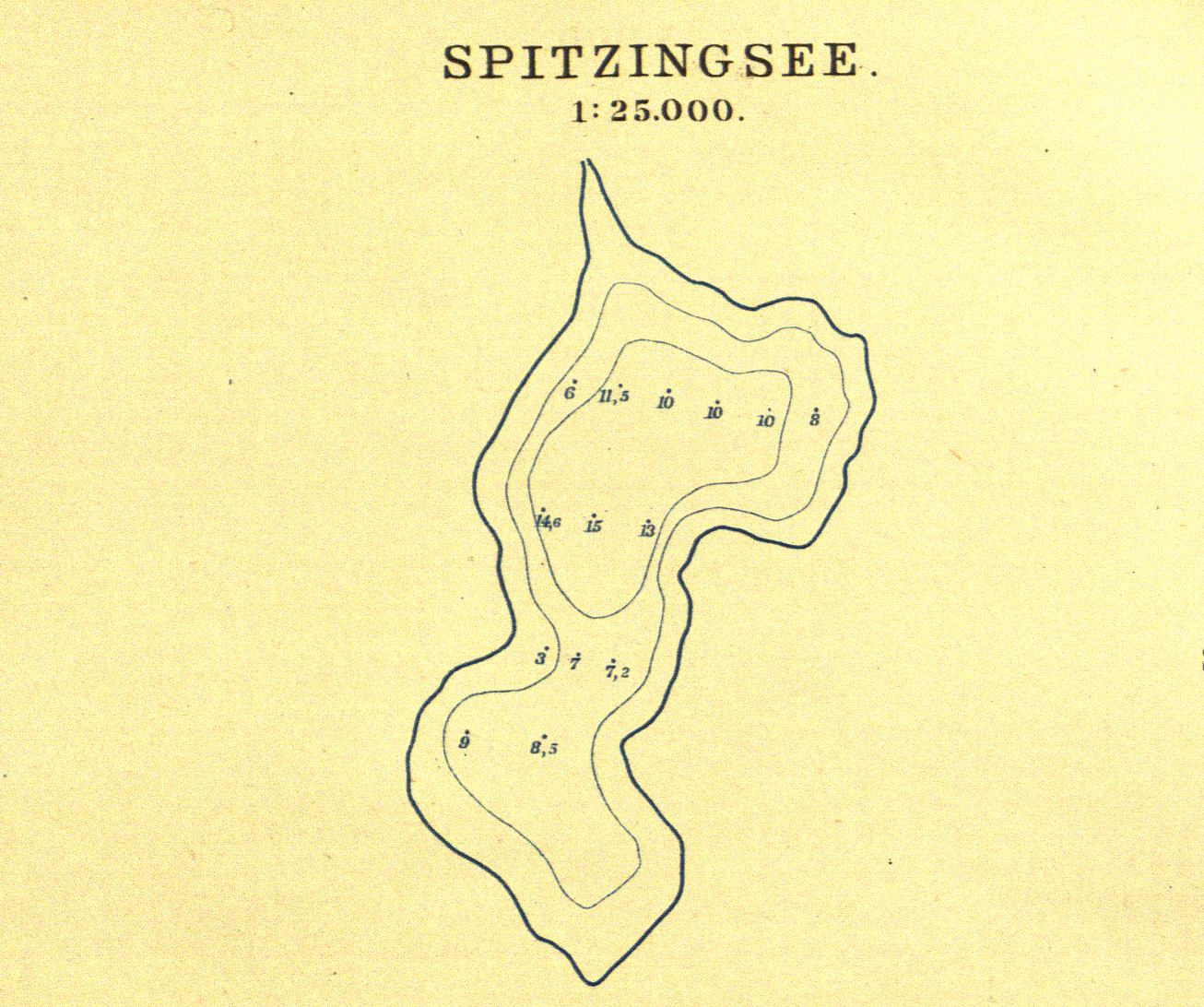
Батиметрическая карта озера Шпитцингзе 1885 года. Масштаб: 1:25 000

Площадь водной поверхности — 33,6 га, максимальная глубина — 16,3 м, проточность — 70 дней, площадь водосборного бассейна — 7,51 км². Из озера вытекает река Бранденбергер-Ахе.
Шпитцингзе расположено на высоте 1084 метров над уровнем моря в центре одного из крупнейших горнолыжных районов Германии, озеро также является и отправной точкой многочисленных горных туров и походных маршрутов. Один из них идёт к горе Брехершпитц.